# Mischocyttarus tolensis
Mischocyttarus tolensis är en getingart som beskrevs av Richards 1941. Mischocyttarus tolensis ingår i släktet Mischocyttarus och familjen getingar. Inga underarter finns listade i Catalogue of Life.